# Hubert Hüring
Hubert Hüring (* 27. Mai 1950 in Lathen) ist ein ehemaliger deutscher Fußballspieler und Trainer.

## Laufbahn
Hüring begann seine Karriere 1957 bei Raspo Lathen, bei dem er zwölf Jahre lang spielte. 1969 wechselte er zur A-Jugend des SV Meppen, im Dezember 1969 wurde er in den Kader der 1. Mannschaft berufen, der in der Saison 1969/70 den Aufstieg in die Fußball-Regionalliga Nord erreichte, der damals zweithöchsten deutschen Spielklasse. Dort sammelte er 1970/71 die ersten Erfahrungen im Vertragsspielerbereich. Hüring debütierte am 16. August 1970 bei einem 1:1-Remis bei Olympia Wilhelmshaven in der Regionalliga Nord. Am Rundenende stieg Meppen als 18. der Tabelle ab. Er hatte an der Seite von Mitspielern wie Eberhard Strauch und Heinz Tappel in allen 34 Ligaspielen mitgewirkt und elf Tore erzielt. Er nahm das Vertragsangebot des Nordmeisters VfL Osnabrück an und wechselte zur Saison 1971/72 zu den Lila-Weißen von der Bremer Brücke. Beim VfL debütierte der Neuzugang aus Meppen am 29. August 1971 bei einem 1:1-Auswärtsremis gegen den VfB Lübeck. Er konnte sich unter Trainer Erwin Türk nicht in der Stammbesetzung etablieren. Er musste sich mit zehn Einsätzen und zwei Toren bei der Erringung der Vizemeisterschaft und dem Einzug in die Bundesligaaufstiegsrunde 1972 neben Mitspielern wie Karl August Tripp, Jürgen Wohlgemuth, Friedhelm Holtgrave, Reinhard Wasner, Gerhard Elfert und Volker Graul begnügen. Nach einem Jahr ging er wieder zur Saison 1972/73 zurück zum SV Meppen, der wieder der Regionalliga Nord angehörte. In den beiden letzten Runden der alten zweitklassigen Regionalligaära, 1972 bis 1974, absolvierte Hüring zumeist im Mittelfeld 70 Ligaspiele und erzielte elf Tore. Er absolvierte in der letzten Regionalligarunde 1973/74 alle 36 Pflichtspiele und erzielte an der Seite von Mitspielern wie Hans-Hermann Mindermann, Lothar Gans und Heinz Stauvermann sieben Tore. Meppen rangierte auf dem achten Rang, musste aber durch die Einführung der 2. Fußball-Bundesliga zur Saison 1974/75 den Schritt in den Amateurbereich im Norden antreten.
Hüring absolvierte insgesamt 114 zweitklassige Regionalligaeinsätze und erzielte von 1970 bis 1974 24 Tore. Von 1974 bis 1985 schlossen sich für den langjährigen Kapitän der niedersächsischen Verbandsauswahl in der Oberliga Nord 291 Spiele mit 62 Toren an. Er ist damit auch Rekordspieler in der AOL Nord des SV Meppen. Mit der NFV-Verbandsauswahl stand er 1975 im Halbfinale des Länderpokals, 1976 gehörte er beim Sieg in den Gruppenspielen dem Team an und beim Einzug im Jahr 1978 in die zwei Finalspiele gegen Westfalen (0:1; 0:1) war der Kapitän immer aktiv. Er spielte bis zur Saison 1983/84 in der NFV-Auswahl.
Ab 1985 begann seine Trainerkarriere beim VfL Herzlake, mit dem er 1987 und 1988 Niedersachsenmeister wurde. Von 1995 bis 1997 trainierte er den VfB Oldenburg in der 2. Bundesliga. In der Spielzeit 2013/14 übernahm Hüring für eine Saison den Trainerposten beim Bezirksligisten Blau-Weiß Dörpen.